# 西属西非
西属西非（西班牙語：África Occidental Española）是西班牙在西撒哈拉沙漠地区的前殖民地，是西班牙把它在西北非洲的大部分领地让给摩洛哥之后于1934年成立的，也是当时已经江河日下的西班牙帝国所剩无几的几块较大的殖民地。作为一个政治实体，它曾包括了摩洛哥西海岸的伊夫尼、摩洛哥南部边境的塔尔法亚带、西撒哈拉地区、休达与梅利利亚以及连接两座城市的狭长土地。西撒哈拉后来脱离，成立西属撒哈拉，后更宣布独立。休达和梅利利亚两座城市间的土地如今属于摩洛哥领土，但两座港市仍然属于西班牙行政区划，虽然摩洛哥宣称对两地拥有主权。
西班牙也统治了非洲的加那利群岛，但其从未隶属西属西非，至今仍属西班牙，被划分为西班牙的一自治區。

## 历史
- 1860年，西班牙殖民者占领伊夫尼。
- 1884年，西班牙殖民者在今西撒哈拉建立西属撒哈拉黄金河谷属地。
- 1934年，伊夫尼和西属撒哈拉属地并入西属西非。
- 1958年，西属撒哈拉脱离西属西非。
- 1969年，伊夫尼归属摩洛哥。
- 1976年，摩洛哥占领原西属撒哈拉北部和中部，毛里塔尼亚则占领南部，波利萨里奥阵线则宣布建立撒拉威阿拉伯民主共和國。1979年起摩洛哥控制沙墙以西沿海大部分地区，波利萨里奥阵线控制内陆部分地区。

## 语言
西属西非的官方语言当然是宗主国西班牙的官方语言西班牙语，但由于当地长期被阿拉伯帝国及其伊斯兰继承者如奥斯曼帝国等所统治，居民大多是阿拉伯人和被阿拉伯化的柏柏尔人（两者都是摩尔人的重要组成部分），所以阿拉伯语也是通用语言。该地区现在仍通行阿拉伯语和西班牙语两种语言。